# Distretto di Shirin Tagab
Il distretto di Shirin Tagab è un distretto dell'Afghanistan appartenente alla provincia del Faryab. Viene stimata una popolazione di 79.100  abitanti (dato 2012-13).